# Гаркнесс, Маргарет
Маргарет Элиз Гаркнесс (англ. Margaret Elise Harkness), также известная как Джон Лоу (англ. John Law; 28 февраля 1854 — 10 декабря 1923) — английская радикальная журналистка и писательница.

## Жизнь
Маргарет Гаркнесс родилась 28 февраля 1854 года в Аптон-он-Северн в Вустершире. Её родителями были Роберт и Элизабет Харкнесс. Её отец, Роберт, был англиканским священником. У неё было четверо братьев и сестер и сводная сестра, поскольку её мать овдовела до того, как вышла замуж за её отца. Её двоюродной сестрой была экономист Беатрис Уэбб. Маргарет училась в школе Стирлинг-хаус в Борнмуте. Впоследствии она, как полагают, взяла фамилию «Law» как часть псевдонима, потому что это была девичья фамилия её бабушки или потому, что она была в родстве с епископом Джорджем Генри Лоу.

## Работа
После окончания начальной школы в Борнмуте, в 23 года Маргарет покинула дом, чтобы зарабатывать на жизнь. Она выучилась на медсестру и работала фармацевтом. Гаркнесс жила в разных местах в Лондоне, в том числе со своей двоюродной сестрой Беатрис Уэбб в Кэтрин-билдингс возле дока Святой Кэтрин, где Уэбб работала сборщиком ренты. У Беатрис были сложные отношения с радикальным политиком, Джозефом Чемберленом, которые закончились разрывом. Маргарет не стремилась к браку, предпочитая самостоятельно зарабатывать на жизнь писательским трудом.

## Автор
В своих работах по социальному исследованию Гаркнесс использует стиль социального реализма или натурализма, что отличает её от современников-мужчин. С финансовой помощью её сестры и Беатрис Уэбб она смогла продолжить жить в Лондоне и стать писателем. В 1883 году она написала « Ассирийская жизнь и история», а в следующем году — «Жизнь и история Египта в соответствии с памятниками». Она познакомилась с социализмом и группой людей, которые обосновались в читальном зале Британского музея; среди её друзей были её сестра Кэти, Элеонора Маркс, Олив Шрайнер и Анни Безант. Сьюзен Дэвид Бернштейн утверждает, что эта группа женщин провела «преобразование женского труда», что повлекло за собой распространение женского труда в частных домах и общественных местах. В 1887 году она опубликовала книгу «Городская девушка». Энгельс дал ей совет относительно её романов, предложив ей изображать типичных людей и ситуации, а не создавать строгий социалистический подход к письму.
В 1888 году она написала свой роман « Без работы», включавший описания того, что произошло на Трафальгарской площади 13 ноября 1887 года. В тот день действия полиции по контролю над демонстрацией безработных привели к травмам, одной смерти и множеству арестов. Один из арестов был из-за социалиста Джона Бернса, с которым Гаркнесс будет позднее работать вместе с Томом Манном и Генри Хайд Чемпионом, редактором социалистической газеты « Справедливость». Роман Капитан Лоуб последовал в 1889 году. Гаркнесс применила свою политику во время лондонской забастовки в доке в тот год, когда, как считается, она повлияла на кардинала Мэннинга, который успешно вступил в спор.
В 1905 году Гаркнесс опубликовала статью «Джордж Истмонт: странник» о своей жизни во время забастовки в доке 1889 года, когда она ненадолго была членом Социал-демократической федерации. Она описала положение бедняков в Лондоне, но не прояснила свои контакты с епископом Мэннингом, хотя книга была посвящена ему.
Её книга «В самом темном Лондоне» описывает бедность в Ист-Энде и подход Армии Спасения к этой проблеме. Она написала книгу об индийской жизни, которая была опубликована под заголовком «Glimpses of Hidden India» в 1907 году и под названием «Indian Snapshots» в 1912 году
В конце своей жизни Маргарет Гаркнесс жила во Франции, а затем в Италии. Её последняя работа «Обещание викария: история трёх недель» была опубликована в 1921 году. Она умерла во Флоренции в 1923 году.